# Die Bademeister – Weiber, saufen, Leben retten
Die Bademeister – Weiber, saufen, Leben retten ist ein deutscher Spielfilm und typischer Ruhrpott-Film aus dem Jahre 1999. Der Film wird auch unter dem Titel Die Bademeister – Vom Ruhrpott in die Schickeria gesendet. Die Hauptrollen spielen Michael „Bully“ Herbig als Paul und Hilmi Sözer als Böller.
Die Fortsetzung des Filmes Die Bademeister – Auf zu neuen Ufern entstand 2001 mit Stefan Lehnen und Jan Neumann in den Hauptrollen.

## Inhalt
Paul und Böller sind zwei klischeehafte Ruhrpott-Prolos und haben als Mittzwanziger nichts Besseres zu tun, als den ganzen Tag in „ihrem“ Freibad abzuhängen. Der Bademeister Kalle ist den beiden ein absolutes Vorbild, so dass sie sich kurzerhand dazu entschließen, an einer Prüfung zum Bademeister teilzunehmen. Trotz völlig verkorkster Vorstellung bekommen sie den begehrten Platz der Bademeisterstellen auf der Insel Sylt. Anfangs noch völlig unzufrieden und unausgelastet bemerken sie schnell, dass Sylt doch nicht so schlecht ist. Paul ist sehr angetan von einer tierlieben Greenpeace-Aktivistin (Dorkas Kiefer), die sich mit ihrem französischen Kollegen Jacques um das Verschwinden von Seehunden kümmert. Im Nachhinein stellt sich heraus, dass Jaques die Tiere entführt und jeden Abend in einem Feinschmeckerrestaurant zum Verzehr anbietet.
Nachdem Paul und Böller ihren öden 90er-Stil durch die Bekanntschaft des berühmten österreichischen Modemachers Gigi Griesmayr auf der Insel verbreiten konnten, artet diese Exkursion völlig aus und sie verlieren ihre Stellen als Bademeister auf Sylt, um zu ihren Wurzeln nach Wanne-Eickel zurückzukehren.

## Kritik
Lexikon des internationalen Films: Komödie, die auf den „Asi-Touch“ bekannter Vorbilder schielt und gleichzeitig die Schickeria auf die Schippe nehmen will.